# Kaliumnitrat
Kaliumnitrat er et fast, hvidt salpetersyresalt. Det er oxiderende og bruges derfor i bl.a. krudt. Kaliumnitrat kaldes også kalisalpeter, niter, og salpeter ("Salt of Petra" ell. middelalder-Latin "sal petrae" som betyder 'stensalt'.)

## Tekniske anvendelser
Kaliumnitrat bruges til mange pyrotekniske formål som oxidant.
Kaliumnitrat bruges bl.a. til:
- Fremstilling af krudt b.l.a røgbomber og raketbrandstof
- Tilsætningsstof i bl.a. pølser under E-nummeret 'E 252'.
- Gødning

## Produktion
Kaliumnitrat kan fremstilles ved at kombinere ammonium og kaliumhydroxid.
NH4NO3 (aq) + KOH (aq) → NH3 (g) + KNO3 (aq) + H2O (l)
En alternativ måde hvorpå man kan producere kaliumnitrat uden ammoniak som biprodukt er ved at kombinere ammonium og kaliumchlorid.
NH4NO3 (aq) + KCl (aq) → NH4Cl (aq) + KNO3 (aq)
Kaliumnitrat kan også fremstilles ved en neutralisation af salpetersyre med kaliumhydroxid. Denne reaktion er meget exoterm.
KOH (aq) + HNO3 → KNO3 (aq) + H2O (l)
I industriel målestok fremstilles kaliumnitrat ved en dobbelt fortrængningsreaktion mellem natriumnitrat og kaliumchlorid.
NaNO3 (aq) + KCl (aq) → NaCl (aq) + KNO3 (aq)

## Egenskaber
Kaliumnitrat er letopløseligt i vand, og opløseligheden stiger kraftigt med temperaturen. Kaliumnitrat kan anvendes som oxidationsmiddel, da stoffet ved opvarmning til 550 grader Celsius afgiver oxygen:
2 KNO3(s) → 2KNO2 (s)+O2(g)
Ved yderligere opvarmning til 750 grader Celsius vil den dannede kaliumnitrit blive spaltet yderligere:
2KNO2(s)→K2O(s)+NO2(g)+NO(g) 

## Anvendelse
Bruges oftest som gødning, i særlige tilfælde til fremstilling af pyroteknik (fyrværkeri).

## Forekomst
Nitrater findes som naturlige forekomster rundt omkring på Jorden. Salpeterbakterier er de mikroorganismer, som nedbryder noget af det organiske materiale fra planter, dyr, afføring og urin.

## Naturlig fremstilling
Tekst mangler, hjælp os med at skrive teksten